# NGC 1243
NGC 1243 é uma estrela dupla na direção da constelação de Eridanus. O objeto foi descoberto pelo astrônomo John Herschel em 1831, usando um telescópio refletor com abertura de 18,6 polegadas. 